# بریستول ام. آر. ۱
بریستول ام. آر. ۱ (به انگلیسی: Bristol M.R.1) یک هواگرد ساختِ کارخانهٔ بریستول ایروپلین در کشور بریتانیا است . این هواگرد برای نخستین بار در ۱۹۱۷ میلادی مورد استفاده قرار گرفت.